# NGC 2018
NGC 2018 (другое обозначение — ESO 56-SC141) — рассеянное скопление с эмиссионной туманностью в созвездии Столовая Гора.
Этот объект входит в число перечисленных в оригинальной редакции «Нового общего каталога».
Джон Гершель наблюдал за объектом только один раз, но его координаты явно указывают на туманность, расположенную к востоку от звезды 10 величины. Эта туманность сильно сжата, и есть звезда, находящаяся в её центре. ESO приняло за NGC 2018 гораздо большее звёздное облако.